# قصه‌های کردی
قصه‌های کردی بخشی از گنجینه پربار فرهنگ ملی ایران است.
قصه‌های کردی شامل دو بخش «سروده» و «غیرسروده» است. بخش سروده را «بیت و باو» (Beyt û baw) یا «بیت» و بخش غیرسروده را، چیروک (čirok) می‌گویند که شمار آنها به صدها می‌رسد. هریک از این قصه‌ها، حاوی پندها و نکته‌های شیرین فراوان است با درونمایه اخلاقی، مذهبی، دلدادگی و حماسی.
با وجود رشد سریع رسانه‌های گروهی، هنوز هم در آبادی‌ها و روستاهای دور و نزدیک کردستان قصه‌ها مورد توجه و علاقه فراوان مردم است.
تاکنون خاورشناسانی چند دربارهٔ این قصه‌ها به پژوهش پرداخته و آثاری در این زمینه به نگارش درآورده‌اند، در سال‌های اخیر از سوی پژوهشگران ایرانی کوشش زیادی برای گردآوری قصه‌ها آغاز شده است.

## نام قصه‌ها
معروفترین قصه‌های کردی:
- مم و زین
- مم و عیشه
- لاس و خزال
- خج و سیامند
- زنبیل‌فروش
- شیخ فرخ و خاتون استه
- قلعه دم‌دم